# 2010~2011년 남서인도양 사이클론
이 문서는 2010년 10월 25일부터 2011년 4월 16일 사이에 남서인도양에서 발생한 사이클론을 기록한 문서이다.

## 같이 보기
- 2010년 태풍
- 2010년 북대서양 허리케인
- 2010년 동태평양 허리케인
- 2010년 북인도양 사이클론
- 2011년 태풍
- 2011년 북대서양 허리케인
- 2011년 동태평양 허리케인
- 2011년 북인도양 사이클론
- 2010~2011년 오스트레일리아 근해 사이클론
- 2010~2011년 남태평양 사이클론